# Jak Ťuk a Bzuk putovali za sluníčkem
Jak Ťuk a Bzuk putovali za sluníčkem je československý animovaný televizní seriál z roku 1978 vysílaný v rámci večerníčku. Scénář vytvořila Marie Wiesnerová. Natáčení režijně vedl František Vystrčil. Pohádky byly namluveny Vlastimilem Brodským. Bylo natočeno 7 epizod, každá epizoda trvala 8 minut.

## Obsah
Ťuk a Bzuk jsou dva malí čmeláčci, kteří se jednoho dne rozhodli, že přibijí sluníčko na oblohu, aby pořád svítilo a nikam se nemohlo schovat. Vydají se na strastiplnou cestu, na které je čeká mnoho nových setkání a nebezpečných dobrodružství. Namísto sluníčka skutečného se naši čmeláčci nakonec setkají se sluníčkem sedmitečným a to jim vysvětlí, proč nemůže být sluníčko pořád na obloze.

## Seznam dílů
1. Do světa
2. Na pouti
3. Plavba na potoce
4. Rozbité sluníčko
5. Ztracený Ťuk
6. Hledání domečku
7. Návštěva u sluníčka